# Lepilemur septentrionalis
Lepilemur septentrionalis är en däggdjursart som beskrevs av Yves Rumpler och Albignac 1975. Lepilemur septentrionalis ingår i släktet vesslemakier, och familjen Lepilemuridae. Inga underarter finns listade i Catalogue of Life.

## Utseende
Med en kroppslängd (huvud och bål) av cirka 28 cm och en svanslängd av cirka 25 cm är arten en av de minsta i släktet vesslemakier. Vikten är 700 till 800 g. Pälsen har på ryggen och sidorna en gråbrun färg, ofta finns en mörkare strimma längs ryggens mitt. På buken är pälsen grå. På huvudets topp och på axlarna är pälsen ibland mera brunaktig.

## Utbredning och habitat
Arten lever endemisk i en liten region på norra Madagaskar som begränsas i syd av floden Irodo. Habitatet utgörs av lövfällande skogar och galleriskogar. Av dessa finns bara ett fåtal kvar.

## Ekologi
Lepilemur septentrionalis är aktiv på natten och klättrar i växtligheten. Den hoppar ibland från träd till träd. På dagen vilar individerna i trädens håligheter. Arten äter huvudsakligen blad. Troligen äter den, liksom andra medlemmar av samma släkte, sin avföring efter första ämnesomsättningen för att utnyttja födans energi bättre. Dessutom hjälper många mikroorganismer i matsäcken vid ämnesomsättningen.
Individerna har revir och hanarnas territorier överlappar vanligen med flera honors revir. Reviret försvaras mot artfränder av samma kön med höga skrik. Honor föder en unge per kull.

## Hot och status
Ormen Sanzinia madagascariensis är artens naturliga fiende.
Lepilemur septentrionalis hotas dessutom av skogsavverkningar och svedjebruk. IUCN uppskattar att beståndet utgörs av endast 50 individer. Arten listas därför som akut hotad (CR).